# Endosimbionte

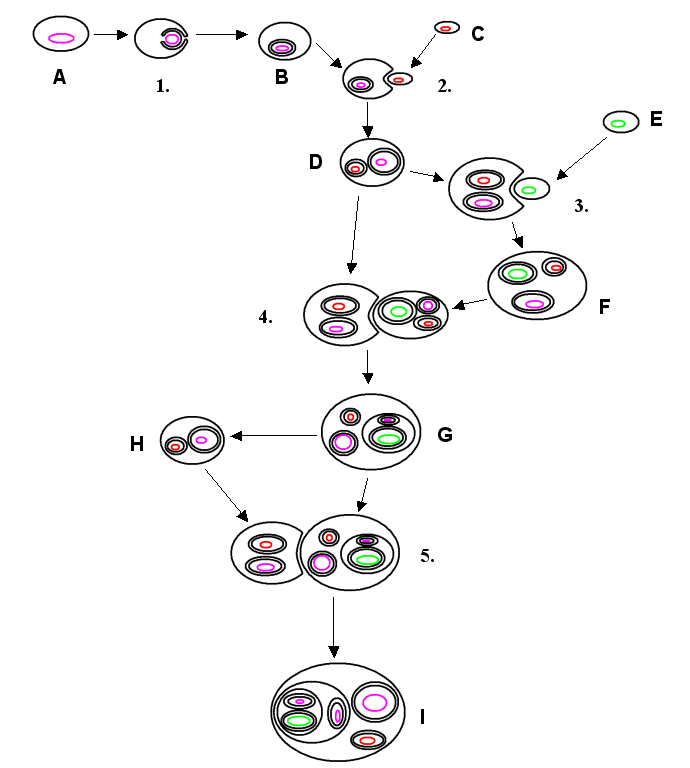
Una representación de la teoría endosimbiótica

Un endosimbionte o endobionte es cualquier organismo que vive dentro del cuerpo o las células de otro organismo con mayor frecuencia, aunque no siempre, en una relación mutualista. (El término endosimbiosis proviene del griego: ἔνδον endon "dentro", σύν syn "juntos" y βίωσις biosis "vivo".) Algunos ejemplos son las bacterias fijadoras de nitrógeno (llamadas rizobios), que viven en los nódulos de las raíces de las leguminosas; algas unicelulares dentro de los corales formadores de arrecifes y endosimbiontes bacterianos que proporcionan nutrientes esenciales a aproximadamente el 10-15% de los insectos.
Hay dos tipos de transmisiones simbiontes. En la transmisión horizontal, cada nueva generación adquiere simbiontes de vida libre del entorno. Un ejemplo son las bacterias fijadoras de nitrógeno en ciertas raíces de plantas. La transmisión vertical tiene lugar cuando el simbionte se transfiere directamente de padres a hijos. También hay una combinación de estos tipos, donde los simbiontes se transfieren verticalmente durante una generación antes de que ocurra un cambio de huésped y se adquieren horizontalmente nuevos simbiontes del medio ambiente. En las transmisiones verticales, los simbiontes a menudo tienen un genoma reducido y ya no pueden sobrevivir por sí mismos. Como resultado, el simbionte depende del huésped, lo que da como resultado una relación de codependencia muy íntima. Por ejemplo, los simbiontes del pulgón del guisante han perdido genes de moléculas esenciales, y ahora dependen del huésped para que les suministre nutrientes. A cambio, los simbiontes sintetizan aminoácidos esenciales para el huésped pulgón. Otros ejemplos incluyen simbiontes nutricionales Wigglesworthia de moscas tse-tse, o en esponjas. Cuando un simbionte llega a esta etapa, comienza a parecerse a un orgánulo celular, similar a las mitocondrias o los cloroplastos.
En las transmisiones verticales, los simbiontes suelen tener un genoma reducido y ya no pueden sobrevivir por sí mismos. Como resultado, el simbionte depende del huésped, lo que da como resultado una relación de codependencia muy íntima. Por ejemplo, los simbiontes del áfido del guisante han perdido genes de moléculas esenciales, y ahora dependen del huésped para que les suministre nutrientes. A cambio, los simbiontes sintetizan aminoácidos esenciales para el huésped pulgón. Otros ejemplos incluyen simbiontes nutricionales Wigglesworthia de moscas tse-tse, o en esponjas. Cuando un simbionte llega a esta etapa, comienza a parecerse a un orgánulo celular, similar a las mitocondrias o los cloroplastos.
Muchos casos de endosimbiosis son obligatorios; es decir, el endosimbionte o el huésped no pueden sobrevivir sin el otro, como los gusanos marinos sin agallas del género Riftia, que se nutren de sus bacterias endosimbióticas. Los ejemplos más comunes de endosimbiosis obligadas son las mitocondrias y los cloroplastos.[cita requerida] Algunos parásitos humanos, por ejemplo Wuchereria bancrofti y Mansonella perstans prosperan en sus insectos huéspedes intermediarios debido a una endosimbiosis obligada con Wolbachia spp. Ambos pueden eliminarse de los huéspedes mediante tratamientos dirigidos a esta bacteria. Sin embargo, no todas las endosimbiosis son obligatorias y algunas endosimbiosis pueden ser simbiosis dañinas para cualquiera de los organismos involucrados.
Dos tipos principales de orgánulos en las células eucariotas, las mitocondrias y los plástidos como los cloroplastos, se consideran endosimbiontes bacterianos. Este proceso se conoce comúnmente como simbiogénesis.

## Simbiogénesis y orgánulos

Una visión general de la teoría de la endosimbiosis de origen eucariota (simbiogénesis).

La simbiogénesis explica los orígenes de los eucariotas, cuyas células contienen dos tipos principales de orgánulos: mitocondrias y cloroplastos. La teoría propone que estos orgánulos evolucionaron a partir de ciertos tipos de bacterias que las células eucariotas engulleron a través de la fagocitosis. Estas células y las bacterias atrapadas dentro de ellas entraron en una relación endosimbiótica, lo que significa que las bacterias se instalaron y comenzaron a vivir exclusivamente dentro de las células eucariotas.
Numerosas especies de insectos tienen endosimbiontes en diferentes etapas de simbiogénesis. Un tema común de la simbiogénesis involucra la reducción del genoma a solo genes esenciales para el genoma colectivo del huésped y el simbionte. Un ejemplo notable de esto es el fraccionamiento del genoma Hodgkinia de las cigarras Magicicada. Debido a que el ciclo de vida de la cigarra lleva años bajo tierra, la selección natural en las poblaciones de endosimbiontes se relaja durante muchas generaciones bacterianas. Esto permite que los genomas simbiontes se diversifiquen dentro del huésped durante años, con solo períodos de selección puntuales cuando las cigarras se reproducen. Como resultado, el genoma ancestral de Hodgkinia se ha dividido en tres grupos de endosimbiontes primarios, cada uno de los cuales codifica solo una fracción de los genes esenciales para la simbiosis. El huésped ahora requiere los tres subgrupos de simbiontes, cada uno con genomas degradados que carecen de la mayoría de los genes esenciales para la viabilidad bacteriana.

## Endosimbiontes bacterianos de invertebrados
Los ejemplos mejor estudiados de endosimbiosis se conocen en los invertebrados. Estas simbiosis afectan organismos con impacto global, incluyendo Symbiodinium de corales, o Wolbachia de insectos. Muchas plagas agrícolas de insectos y vectores de enfermedades humanas tienen relaciones íntimas con endosimbiontes primarios.

### Endosimbiontes de insectos

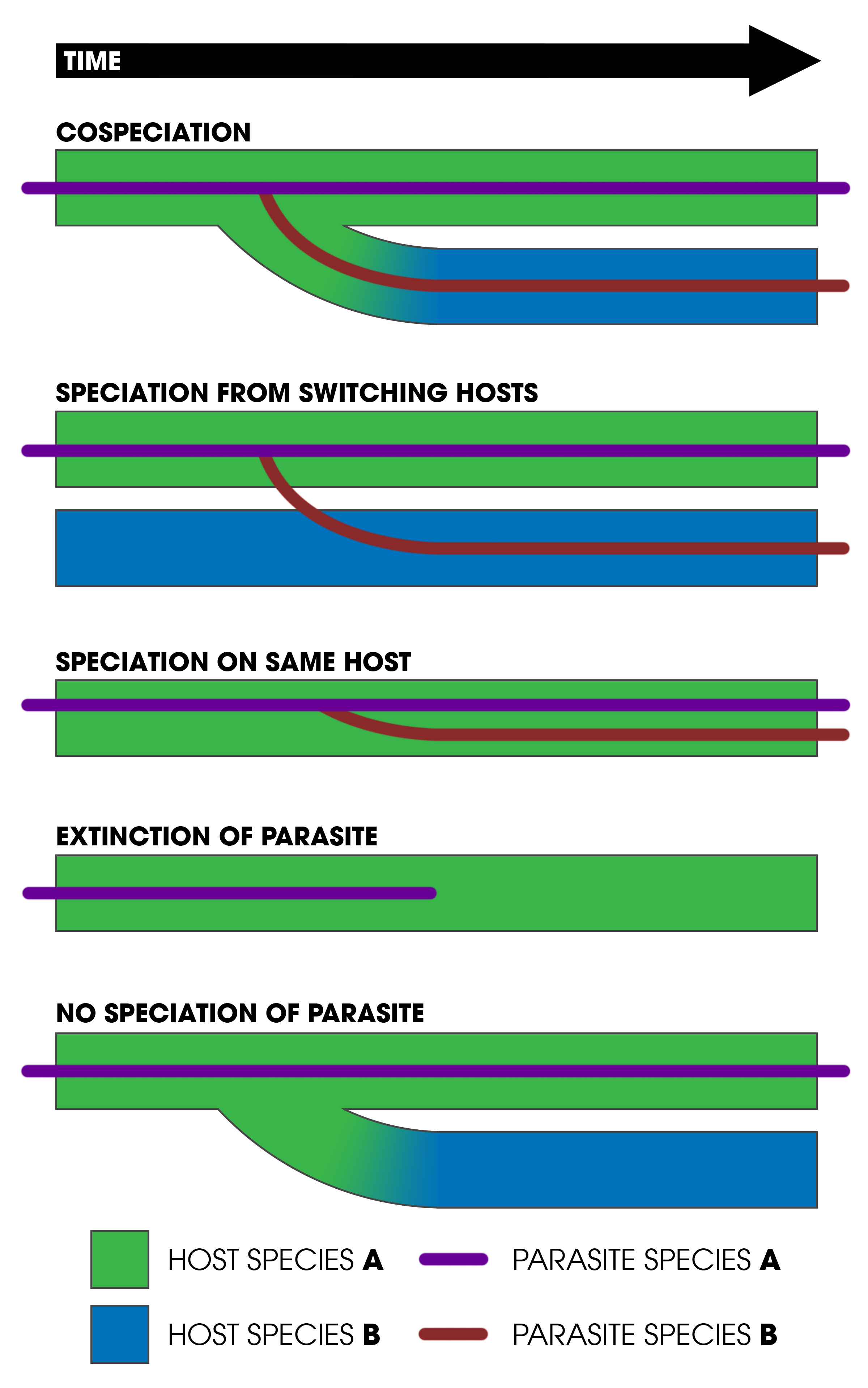
Diagrama de coespeciación, donde los parásitos o endosimbiontes se especian o se ramifican junto a sus anfitriones. Este proceso es más común en huéspedes con endosimbiontes primarios.

Los científicos clasifican los endosimbiontes de insectos en dos amplias categorías, 'primarias' y 'secundarias'. Los endosimbiontes primarios (a veces denominados endosimbiontes P) se han asociado con sus insectos huéspedes durante muchos millones de años (desde 10 hasta varios cientos de millones de años en algunos casos). Forman asociaciones obligadas (ver más abajo) y muestran coespeciación con sus insectos huéspedes. Los endosimbiontes secundarios exhiben una asociación desarrollada más recientemente, a veces se transfieren horizontalmente entre huéspedes, viven en la hemolinfa de los insectos (no son bacteriocitos especializados) y no están obligados.

#### Endosimbiontes primarios
Entre los endosimbiontes primarios de insectos, los mejor estudiados son el pulgón del guisante (Acyrthosiphon pisum) y su endosimbionte Buchnera sp. APS, la mosca tsetsé Glossina morsitans morsitans y su endosimbionte Wigglesworthia glossinidia brevipalpis y los protistas endosimbiontes en termitas inferiores. Al igual que con la endosimbiosis en otros insectos, la simbiosis es obligatoria porque ni la bacteria ni el insecto son viables sin el otro. Los científicos no han podido cultivar la bacteria en condiciones de laboratorio fuera del insecto. Con dietas especiales mejoradas nutricionalmente, los insectos pueden sobrevivir, pero no son saludables y, en el mejor de los casos, solo sobreviven unas pocas generaciones.
En algunos grupos de insectos, estos endosimbiontes viven en células de insectos especializadas llamadas bacteriocitos (también llamados micetocitos), y se transmiten por vía materna, es decir, la madre transmite sus endosimbiontes a su descendencia. En algunos casos, las bacterias se transmiten en el huevo, como en Buchnera; en otros, como Wigglesworthia, se transmiten a través de la leche al embrión del insecto en desarrollo. En las termitas, los endosimbiontes residen dentro del intestino posterior y se transmiten a través de la trofalaxis entre los miembros de la colonia.
Se cree que los endosimbiontes primarios ayudan al huésped al proporcionar nutrientes que el huésped no puede obtener por sí mismo o al metabolizar los productos de desecho de los insectos en formas más seguras. Por ejemplo, la supuesta función principal de Buchnera es sintetizar aminoácidos esenciales que el pulgón no puede adquirir de su dieta natural de savia vegetal. Asimismo, se presume que la función principal de Wigglesworthia es sintetizar vitaminas que la mosca tsetsé no obtiene de la sangre que come. En las termitas inferiores, los protistas endosimbióticos desempeñan un papel importante en la digestión de los materiales lignocelulósicos que constituyen la mayor parte de la dieta de las termitas.
Las bacterias se benefician de la exposición reducida a los  depredadores y la competencia de otras especies bacterianas, el amplio suministro de nutrientes y la relativa estabilidad ambiental dentro del huésped.
La secuenciación del genoma revela que los endosimbiontes bacterianos obligados de insectos tienen uno de los genomas bacterianos más pequeños conocidos y han perdido muchos genes que se encuentran comúnmente en bacterias estrechamente relacionadas. Se han propuesto varias teorías para explicar la pérdida de genes. Se supone que algunos de estos genes no son necesarios en el entorno de la célula del insecto huésped. Una teoría complementaria sugiere que el número relativamente pequeño de bacterias dentro de cada insecto disminuye la eficiencia de la selección natural para "purgar" las mutaciones nocivas y las pequeñas mutaciones de la población, lo que resulta en una pérdida de genes durante muchos millones de años. La investigación en la que se infirió una filogenia paralela de bacterias e insectos respalda la creencia de que los endosimbiontes primarios se transfieren solo verticalmente (desde la madre) y no horizontalmente (escapando del huésped y entrando en un nuevo huésped).
Atacar endosimbiontes bacterianos obligados puede presentar una forma de controlar a sus huéspedes insectos, muchos de los cuales son plagas o portadores de enfermedades humanas. Por ejemplo, los áfidos son plagas de cultivos y la mosca tsetsé transporta el organismo Trypanosoma brucei que causa la enfermedad del sueño africana. Otras motivaciones para su estudio involucran la comprensión de los orígenes de las simbiosis en general, como un indicador para comprender, por ejemplo, cómo los cloroplastos o las mitocondrias llegaron a ser simbiontes obligados de eucariotas o plantas.

#### Endosimbiontes secundarios

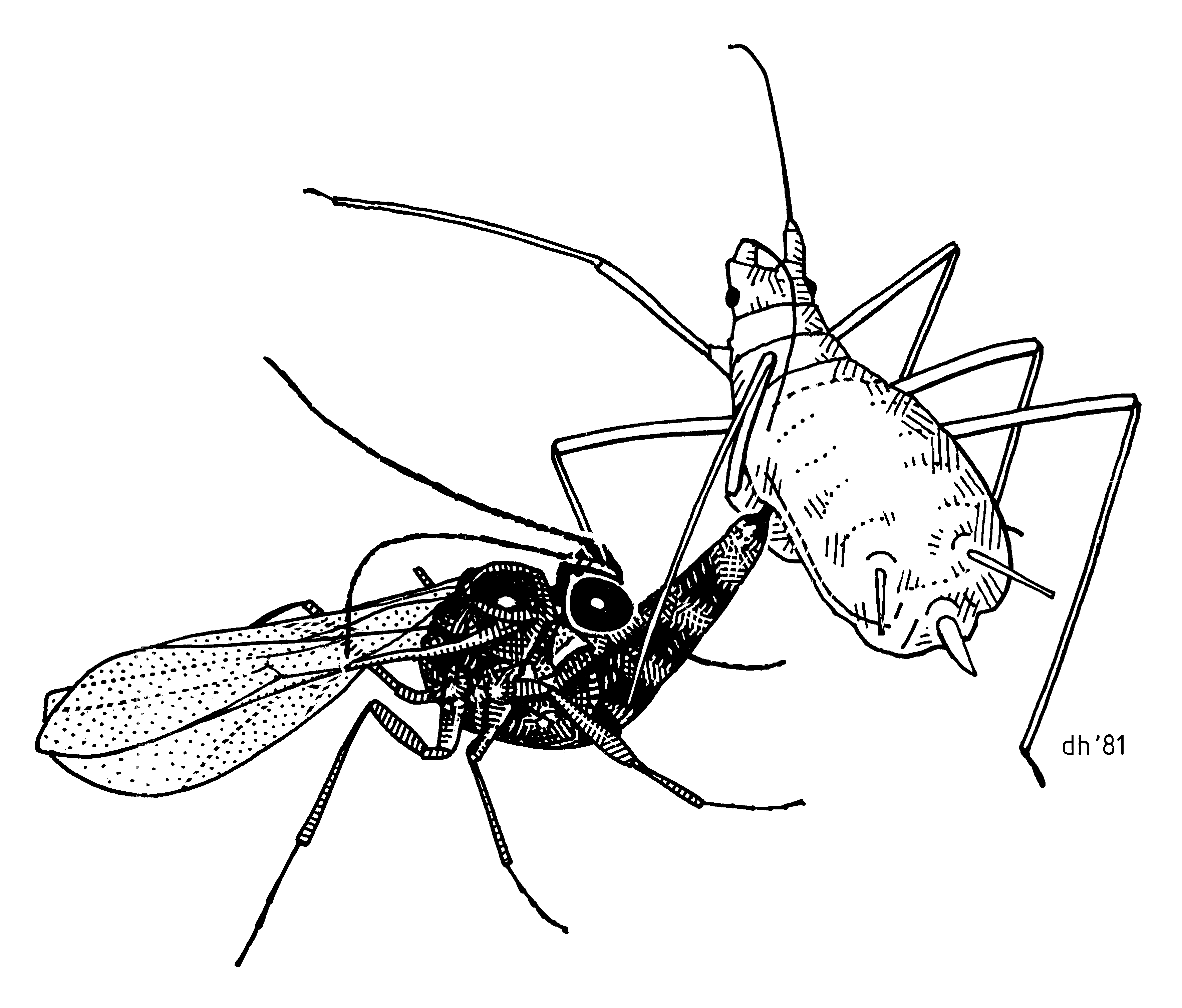
Los pulgones de los guisantes suelen estar infestados por avispas parásitas. Sus endosimbiontes secundarios atacan a las larvas de avispa parasitoide infestantes promoviendo la supervivencia tanto del pulgón huésped como de sus endosimbiontes.

Se sabe que el pulgón del guisante (Acyrthosiphon pisum) contiene al menos tres endosimbiontes secundarios, Hamiltonella defensa, Regiella insecticola y Serratia symbiotica. La Hamiltonella defensa defiende a su huésped pulgón de las avispas parasitoides. Esta simbiosis defensiva mejora la supervivencia de los pulgones, que han perdido algunos elementos de la respuesta inmune de los insectos.
Uno de los simbiontes defensivos mejor comprendidos es la bacteria espiral Spiroplasma poulsonii. Espiroplasma sp. pueden ser manipuladores reproductivos, pero también simbiontes defensivos de las moscas Drosophila. En Drosophila neotestacea, S. poulsonii se ha extendido por América del Norte debido a su capacidad para defender a su huésped mosca contra parásitos nematodos. Esta defensa está mediada por toxinas llamadas "proteínas inactivadoras de ribosomas" que atacan la maquinaria molecular de los parásitos invasores.
Sodalis glossinidius es un endosimbionte secundario de la mosca tsetsé que vive inter e intracelularmente en varios tejidos del huésped, incluidos el intestino medio y la hemolinfa. Los estudios filogenéticos no han indicado una correlación entre la evolución de Sodalis y la mosca tsetsé. Sin embargo, a diferencia del simbionte principal de la mosca tsetsé, Wigglesworthia, Sodalis se ha cultivado in vitro.

### Endosimbiontes de hormigas

#### Simbiontes asociados a bacteriocitos
El endosimbionte de hormigas mejor estudiado son las bacterias del género Blochmannia, que son el endosimbionte principal de las hormigas Camponotus. En 2018, se descubrió un nuevo simbionte asociado a hormigas en las hormigas Cardiocondyla. Este simbionte se denominó Candidatus Westeberhardia Cardiocondylae y también se cree que es un simbionte primario.

### Endosimbiontes de invertebrados marinos
Los endosimbiontes extracelulares también están representados en las cuatro clases existentes de Echinodermata (Crinoidea, Ophiuroidea, Echinoidea y Holothuroidea). Poco se sabe de la naturaleza de la asociación (modo de infección, transmisión, requerimientos metabólicos, etc.) pero el análisis filogenético indica que estos simbiontes pertenecen a la clase Alphaproteobacteria, relacionándolos con Rhizobium y Thiobacillus. Otros estudios indican que estas bacterias subcuticulares pueden ser abundantes dentro de sus huéspedes y estar ampliamente distribuidas entre los equinodermos en general.
Algunos oligoquetos marinos (por ejemplo, Olavius algarvensis e Inanidrillus spp.) tienen endosimbiontes extracelulares obligados que ocupan todo el cuerpo de su huésped. Estos gusanos marinos dependen nutricionalmente de sus bacterias quimioautotróficas simbióticas que carecen de cualquier sistema digestivo o excretor (sin intestino, boca o nefridios).

#### Endosimbiontes de dinoflagelados
Los endosimbiontes de dinoflagelados del género Symbiodinium, comúnmente conocidos como zooxanthellae, se encuentran en corales, moluscos (especialmente almejas gigantes, Tridacna), esponjas y foraminíferos. Estos endosimbiontes impulsan la formación de arrecifes de coral al capturar la luz solar y proporcionar a sus anfitriones energía para la deposición de carbonato. Anteriormente, se pensaba que era una sola especie, la evidencia filogenética molecular en las últimas dos décadas ha demostrado que hay una gran diversidad en Symbiodinium. En algunos casos, existe una especificidad entre el anfitrión y el clado Symbiodinium. Más a menudo, hay una distribución ecológica de Symbiodinium, los simbiontes cambian entre anfitriones con aparente facilidad. Cuando los arrecifes sufren estrés ambiental, esta distribución de simbiontes está relacionada con el patrón observado de blanqueamiento y recuperación de los corales. Siendo la distribución de Symbiodinium en los arrecifes de coral y su papel en el blanqueamiento de los corales uno de los problemas más complejos en la ecología de los arrecifes.

## Endosimbiontes del fitoplancton
En ambientes marinos, los endosimbiontes bacterianos se han descubierto más recientemente. Estas relaciones endosimbióticas prevalecen especialmente en regiones oligotróficas o pobres en nutrientes del océano como la del Atlántico Norte. En estas aguas oligotróficas, el crecimiento celular de fitoplancton más grande como el de las diatomeas está limitado por las bajas concentraciones de nitrato. Las bacterias endosimbióticas fijan nitrógeno para sus anfitriones de diatomeas y, a su vez, reciben carbono orgánico de la fotosíntesis. Estas simbiosis juegan un papel importante en el ciclo global del carbono en las regiones oligotróficas.
Una simbiosis conocida entre la diatomea Hemialus spp. y la cianobacteria Richelia intracellularis se ha encontrado en el Atlántico Norte, el Mediterráneo y el Océano Pacífico. El endosimbionte de Richelia se encuentra dentro de la frustula de diatomeas de Hemiaulus spp., y tiene un genoma reducido que probablemente pierda genes relacionados con las vías que ahora proporciona el huésped. Se midieron la fijación de nitrógeno por parte del huésped cianobacteriano Richelia intracellularis muy por encima de los requisitos intracelulares y encontraron que la cianobacteria probablemente estaba fijando el exceso de nitrógeno para las células huésped de Hemiaulus. Además, el crecimiento de células tanto del huésped como del simbionte fue mucho mayor que el de Richelia intracellularis de vida libre o el de Hemiaulus spp sin simbiontes. La simbiosis Hemaiulus - Richelia no es obligatoria especialmente en áreas con exceso de nitrógeno (nitrógeno repleto).
La Richelia intracellularis también se encuentra en Rhizosolenia spp., una diatomea que se encuentra en los océanos oligotróficos. En comparación con el huésped Hemaiulus, la endosimbiosis con Rhizosolenia es mucho más consistente, y Richelia intracellularis se encuentra generalmente en Rhizosolenia. Hay algunos Rhizosolenia asimbiótica (ocurre sin un endosimbionte), sin embargo, parece haber mecanismos que limitan el crecimiento de estos organismos en condiciones de bajos nutrientes. La división celular tanto para el huésped de diatomeas como para el simbionte cianobacteriano se puede desacoplar y los mecanismos para pasar los simbiontes bacterianos a las células hijas durante la división celular aún son relativamente desconocidos.
Otras endosimbiosis con fijadores de nitrógeno en océanos abiertos incluyen Calothrix en Chaetocerous spp. y UNCY-A en microalgas primnesiofita. Se supone que la endosimbiosis Chaetocerous-Calothrix es más reciente, ya que el genoma de Calothrix generalmente está intacto. Mientras que otras especies como la del simbionte UNCY-A y Richelia tienen genomas reducidos. Esta reducción en el tamaño del genoma se produce dentro de las vías del metabolismo del nitrógeno, lo que indica que las especies endosimbiontes generan nitrógeno para sus huéspedes y pierden la capacidad de utilizar este nitrógeno de forma independiente. Esta reducción endosimbionte en el tamaño del genoma podría ser un paso que ocurrió en la evolución de los orgánulos.

## Endosimbiontes de protistas
La Mixotricha paradoxa es un protozoo que carece de mitocondrias. Sin embargo, las bacterias esféricas viven dentro de la célula y cumplen la función de las mitocondrias. Mixotricha también tiene otras tres especies de simbiontes que viven en la superficie de la célula. 
Paramecium bursaria, una especie de ciliado, tiene una relación simbiótica mutualista con el alga verde llamada Zoochlorella. Las algas viven dentro de la célula, en el citoplasma. 
La Paulinella chromatophora es un ameboide de agua dulce que recientemente (en términos evolutivos) se ha convertido en una cianobacteria como endosimbionte.
Muchos foraminíferos albergan varios tipos de algas, como algas rojas, diatomeas, dinoflagelados y clorofitas. Estos endosimbiontes pueden transmitirse verticalmente a la siguiente generación a través de la reproducción asexual del huésped, pero debido a que los endosimbiontes son más grandes que los gametos foraminíferos, necesitan adquirir nuevas algas nuevamente después de la reproducción sexual.
Varias especies de radiolaria tienen simbiontes fotosintéticos. En algunas especies, el huésped a veces digiere algas para mantener su población a un nivel constante.
La Hatena arenicola es un protista flagelado con aparatos de alimentación complicados que se alimentan de otros microbios. Pero cuando engulle un alga verde del género Nephroselmis, el aparato de alimentación desaparece y se vuelve fotosintético. Durante la mitosis, las algas se transfieren solo a una de las dos células, y la célula sin algas necesita comenzar el ciclo nuevamente.
En 1976, el biólogo Kwang W. Jeon descubrió que una cepa de laboratorio de Amoeba proteus había sido infectada por bacterias que vivían dentro de las vacuolas citoplasmáticas. Esta infección mató a todos los protistas excepto a unos pocos individuos. Después del equivalente a 40 generaciones de huéspedes, los dos organismos gradualmente se volvieron mutuamente interdependientes. Durante muchos años de estudio, se ha confirmado que se ha producido un intercambio genético entre procariotas y protistas.

## Endosimbiontes de vertebrados
La salamandra manchada (Ambystoma maculatum) vive en relación con el alga Oophila amblystomatis, que crece en las cápsulas de los huevos.

## Endosimbiontes de plantas
Los cloroplastos son endosimbiontes primarios de las plantas que proporcionan energía a la planta mediante la generación de azúcares.
De todas las plantas, Azolla tiene la relación más íntima con un simbionte, ya que su simbionte de cianobacterias, Anabaena, se transmite directamente de una generación a la siguiente.

## Endosimbiontes de bacterias
Se ha observado que algunas Betaproteobacterias tienen endosimbiontes Gammaproteobacterias.

## Asociaciones virus-huésped
El proyecto del genoma humano encontró varios miles de retrovirus endógenos, elementos virales endógenos en el genoma que se parecen mucho a los retrovirus y pueden derivarse de ellos, organizados en 24 familias.